# Alfred Einhorn
Alfred Einhorn (Amburgo, 27 febbraio 1856 – Monaco di Baviera, 21 marzo 1917) è stato un chimico tedesco.
Insegnante di chimica organica all'università di Monaco (1902-1917), il suo nome è legato alla prima sintesi (1905) della procaina.